# (6106) Stoss
(6106) Stoss es un asteroide perteneciente al cinturón de asteroides, región del sistema solar que se encuentra entre las órbitas de Marte y Júpiter, más concretamente a la familia de Temis, descubierto el 24 de septiembre de 1960 por Cornelis Johannes van Houten en conjunto a su esposa también astrónoma Ingrid van Houten-Groeneveld y el astrónomo Tom Gehrels desde el Observatorio del Monte Palomar, Estados Unidos.

## Designación y nombre
Designado provisionalmente como 6564 P-L. Fue nombrado Stoss en homenaje al escultor y tallador en madera alemán Veit Stoss, que trabajó en Núremberg y Cracovia. En Cracovia trabajó durante 13 años en el altar de Mary de 11 m por 13 m en estilo gótico tardío/barroco. Después de 1496, volvió a vivir en Núremberg e hizo muchos altares para la iglesia y la ciudad.

## Características orbitales
Stoss está situado a una distancia media del Sol de 3,164 ua, pudiendo alejarse hasta 3,700 ua y acercarse hasta 2,628 ua. Su excentricidad es 0,169 y la inclinación orbital 2,563 grados. Emplea 2056,04 días en completar una órbita alrededor del Sol.

## Características físicas
La magnitud absoluta de Stoss es 12,8. Tiene 13,644 km de diámetro y su albedo se estima en 0,087. 